# کجایی (ترانه پینک‌پانترس)
«کجایی» (به انگلیسی: Where You Are) ترانه‌ای از ترانه‌ای از خوانندهٔ انگلیسی پینک‌پانترس به‌همراهٔ خواننده-ترانه‌پرداز آمریکایی ویلو می‌باشد که در ۲۲ آویل سال ۲۰۲۲ از سوی الکترا رکوردز و پارلفون منتشر گردید. این ترانه از «نمیذارم این تموم شه» اثر پرامور نمونه برداشته‌است.